# Novo Brasil - Plano de Transformação Ecológica
O Plano de Transformação Ecológica é uma iniciativa do Governo Lula 3, sob liderança de Fernando Haddad no Ministério da Fazenda,  anunciada em 2023 que tem construído políticas públicas e ferramentas estratégicas para que os setores da indústria, agricultura, energia, finanças e sociedade brasileira como um todo sejam impulsionados a um novo patamar de desenvolvimento sustentável e tecnológico. Visando uma nova economia com melhores empregos e distribuição de renda mais justa para a população. Estruturado em seis eixos, o plano combina metas de desenvolvimento sustentável com inovação tecnológica de baixo carbono, finanças para transformação ecológica e redução de desigualdades.  

## Objetivos
O plano constrói uma nova política econômica brasileira alinhada aos novos compromissos climáticos para criar oportunidades de empregos altamente qualificados, nacionalização de tecnologias estratégicas de baixo carbono e um novo sistema produtivo que seja sustentável ambientalmente.

### 01 - Tecnologia e Empregos de Qualidade
Expandir e modernizar a produção nacional em atividades com maior valor agregado, complexidade tecnológica e neoindustrialização. Elevar a produtividade econômica, criando postos de trabalho mais bem remunerados. Garantir investimentos públicos e privados em pesquisa e desenvolvimento em novas tecnologias de ponta.

### 02 - Sustentabilidade Ambiental
Gerar riqueza para o país e, simultaneamente, reduzir o impacto ambiental da atividade econômica. Reduzir as emissões de gases do efeito estufa e a pegada ambiental do desenvolvimento econômico. Usar os recursos naturais de forma sustentável e proteger os ecossistemas.

### 03 - Distribuição de Renda e Transição Justa
Distribuir os ganhos da transformação de forma mais ampla entre a população, reduzindo as desigualdades regionais e de renda. Diminuir os impactos das mudanças climáticas na vida da população, em especial dos mais pobres e vulneráveis.

## Estrutura do Plano
| Objetivos                                                               | Eixos | Instrumentos                                                                           |
| ----------------------------------------------------------------------- | --- | -------------------------------------------------------------------------------------- |
| - Emprego e Produtividade - Sustentabilidade Ambiental - Justiça Social | - Finanças Sustentáveis - Adensamento Tecnológico - Bioeconomia e Sistemas Agroalimentares - Transição Energética - Economia Circular - Nova Infraestrutura Verde e Adaptação | - Financeiros - Fiscais - Regulatórios - Administrativos - Creditícios - Monitoramento |

## Programas liderados ou com parceria do Novo Brasil
O Novo Brasil é um programa transversal que acontece em parceria com outros Ministérios, entes federativos ou  Poderes da República. Por vezes liderando as políticas e em outros casos em parceria na formulação e implementação das ações. Algumas políticas já foram implementadas, outras estão em implementação.  
- Mercado Brasileiro de Carbono[7]
- Títulos Soberanos Sustentáveis[8]
- Eco Invest Brasil[9]
- Taxonomia Sustentável Brasileira[10]
- Fundo Florestas Tropicais para Sempre (TFFF)[11][12]
- Reformulação do Fundo Clima[13]
- Reforma Tributária com avanços sociais e de sustentabilidade[14]
- Letra de Crédito do Desenvolvimento e Debêntures Sustentáveis (LDC)[15]
- Plataforma Brasil de Investimentos Climáticos e para a Transformação Ecológica – BIP[16]
- Regulamentação das debêntures de infraestrutura e das debêntures incentivadas
- FNDCT com maiores recursos e PD&I voltados à transformação ecológica
- Nova Industria Brasil - estratégia combinada para neoindustrialização de baixo carbono
- Desafios Tecnológicos Nacionais para impulsionar a inovação
- TR para inovação com taxas de juros competitivas para o financiamento da inovação
- Centro de Bionegócios da Amazônia para uso sustentável dos biomas a partir de investimentos em P&D
- Plano Safra Familiar e Empresarial mais sustentáveis com estímulo à mecanização e modernização no campo
- Retomada do Fundo Amazônia e Arco da Restauração para recuperação florestal na Amazônia
- Criação da Estratégia Nacional de Bioeconomia
- Programa Mobilidade Verde e Inovação - MOVER
- Antecipação das metas de mistura obrigatória do biodiesel no diesel
- Eletrificação da frota de ônibus para transporte público e escolar, com regras de conteúdo nacional em compras públicas
- Programa Combustível do Futuro, incluindo diesel verde, combustível sustentável para aviação, combustíveis sintéticos, captura e estocagem de carbono
- Marco legal do hidrogênio de baixa emissão de carbono
- Marco legal Eólicas em Alto Mar
- Estratégia Nacional de Economia Circular
- Incentivos ao setor de reciclagem e circularidade na Reforma Tributária
- Programas específicos para municípios mais vulneráveis segundo CEMADEN
- Novo PAC - Periferia Viva, urbanização de favelas
- Contenção de encostas e drenagem urbana
- Programa Cisternas para acesso à água
- PAC Seleções - BNDES - Eletrificação da frota de ônibus urbanos

## Mídia
Folha de São Paulo - Governo projeta impacto de R$ 772 bi com Plano de Transformação Ecológica até 2050
Agência Gov - Ministério da Fazenda apresenta em Paris o Novo Brasil – Plano de Transformação Ecológica
Ministério da Fazenda - Meta é dobrar renda per capita até 2050 com desenvolvimento sustentável, afirma Rafael Dubuex
O Globo - Governo prevê entregar em julho plano de implementação de mercado de carbono no país

## Material de Referência
Site Novo Brasil - Plano de Transformação Ecológica
Síntese Novo Brasil - Plano de Transformação Ecológica
Livro Novo Brasil - Plano de Transformação Ecológica